# Могилёвская губерния
Могилёвская губерния — губерния на западе Российской империи.
Образована 28 мая 1772 года после первого раздела Речи Посполитой из части белорусских территорий, отошедших к России (северная часть вошла в состав Псковской губернии). Первоначально в состав Могилёвской губернии входили Могилёвская, Витебская, Оршанская и Рогачёвская провинции, но уже 25 октября 1772 года Витебская провинция отошла в Псковскую губернию, а в Могилёвской губернии образована Мстиславская провинция.
В 1777 году Могилёвская губерния была разделена на 12 уездов. 10 января 1778 года губерния преобразована в Могилёвское наместничество, которое 12 декабря 1796 года было объединено с Полоцким наместничеством и образована Белорусская губерния с центром в Витебске. 27 февраля 1802 года Могилёвская губерния была восстановлена в составе прежних 12 уездов.
С сентября 1917 года губерния была отнесена к Западной области, в 1918 году к БНР, с января 1919 года — к ССРБ, а с февраля — к РСФСР.
1 января 1919 года Временное революционное правительство опубликовало манифест, провозгласивший образование в составе РСФСР Советской Социалистической Республики Беларусь (ССРБ), в состав которой вошли Могилёвская, Витебская, Гродненская, Минская и Смоленская губернии. 16 января 1919 года решением ЦК РКП(б) Могилёвская, Смоленская и Витебская губернии были возвращены в прямое подчинение РСФСР.
11 июля 1919 года Могилёвская губерния была упразднена, 9 её уездов вошли в Гомельскую губернию РСФСР, Мстиславский уезд был передан Смоленской, а Сенненский уезд — Витебской губернии. В декабре 1926 года было провозглашено второе укрупнение территории Белорусской ССР, в результате которого в состав республики были возвращены Речицкий и Гомельский уезды Гомельской губернии, переименованные затем в округа. Клинцовский, Новозыбковский и Стародубский уезды отошли к Брянской губернии РСФСР; Гомельская губерния в составе РСФСР была ликвидирована.
В настоящее время большая часть территории Могилёвской губернии находится в составе Белоруссии, отдельные районы — в составе России (Смоленская и Брянская области).
В 1938 году с центром в Могилёве была образована Могилёвская область.

## Административное деление

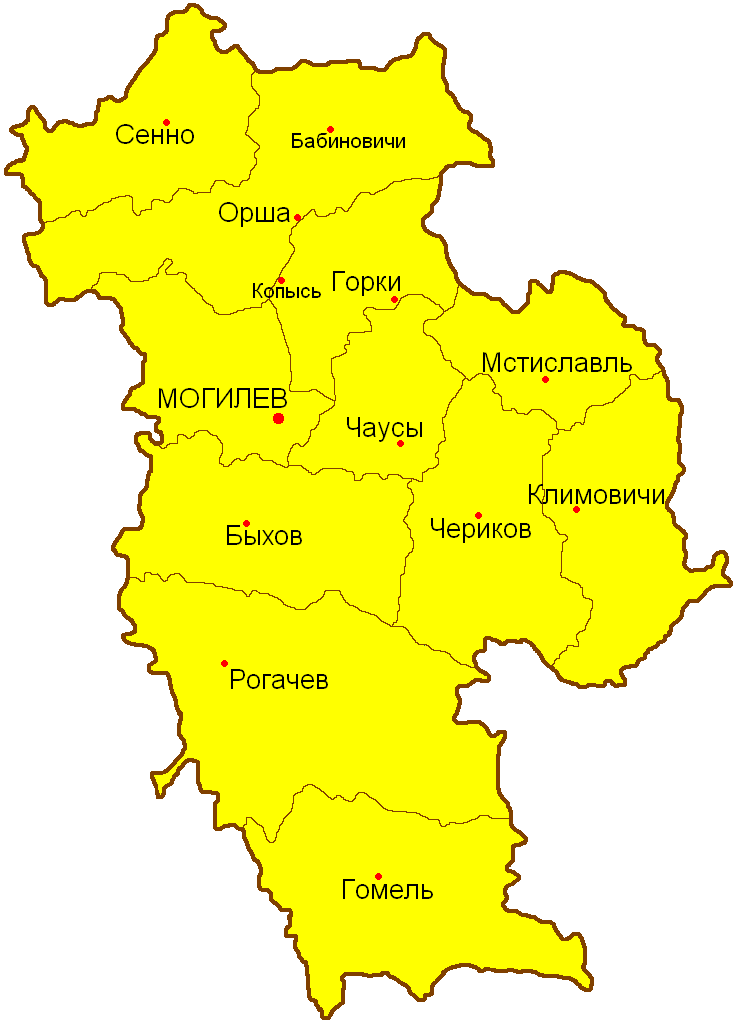
Административное деление Могилёвской губернии

Первоначально Могилёвская губерния включала в себя 12 уездов: Бабиновичский (упразднён в 1840), Белицкий уезд (в 1852 переименован в Гомельский), Климовичский, Копысский уезд, Могилёвский, Мстиславский, Оршанский, Рогачёвский, Сенненский, Старобыховский уезд (в 1852 переименован в Быховский), Чаусский, Чериковский. В 1861 году был упразднён Копысский уезд и образован Горецкий уезд.
В конце XIX — начале XX веков в состав губернии входило 11 уездов:
| №  | Уезд         | Уездный город          | Герб уездного города | Площадь, вёрст² | Население (1897), чел. |
| -- | ------------ | ---------------------- | -------------------- | --------------- | ---------------------- |
| 1  | Быховский    | Быхов (6381 чел.)      |                      | 4105,8          | 124 820                |
| 2  | Гомельский   | Гомель (36 775 чел.)   |                      | 4719,4          | 224 723                |
| 3  | Горецкий     | Горки (6735 чел.)      |                      | 2487,0          | 122 559                |
| 4  | Климовичский | Климовичи (4714 чел.)  |                      | 3711,4          | 143 287                |
| 5  | Могилёвский  | Могилёв (43 119 чел.)  |                      | 3009,9          | 155 740                |
| 6  | Мстиславский | Мстиславль (8514 чел.) |                      | 2220,4          | 103 300                |
| 7  | Оршанский    | Орша (13 061 чел.)     |                      | 4813,9          | 187 068                |
| 8  | Рогачёвский  | Рогачёв (9038 чел.)    |                      | 6546,1          | 224 652                |
| 9  | Сенненский   | Сенно (4100 чел.)      |                      | 4268,8          | 161 652                |
| 10 | Чаусский     | Чаусы (4960 чел.)      |                      | 2168,0          | 88 686                 |
| 11 | Чериковский  | Чериков (5249 чел.)    |                      | 4083,9          | 150 277                |

### Заштатные города
| № | Город      | Население (1897) | Входит в       | Герб |
| - | ---------- | ---------------- | -------------- | ---- |
| 1 | Бабиновичи | 1157 чел.        | Оршанский уезд |      |
| 2 | Копысь     | 3384 чел.        | Горецкий уезд  |      |

## Герб
Герб губернии является гласным.

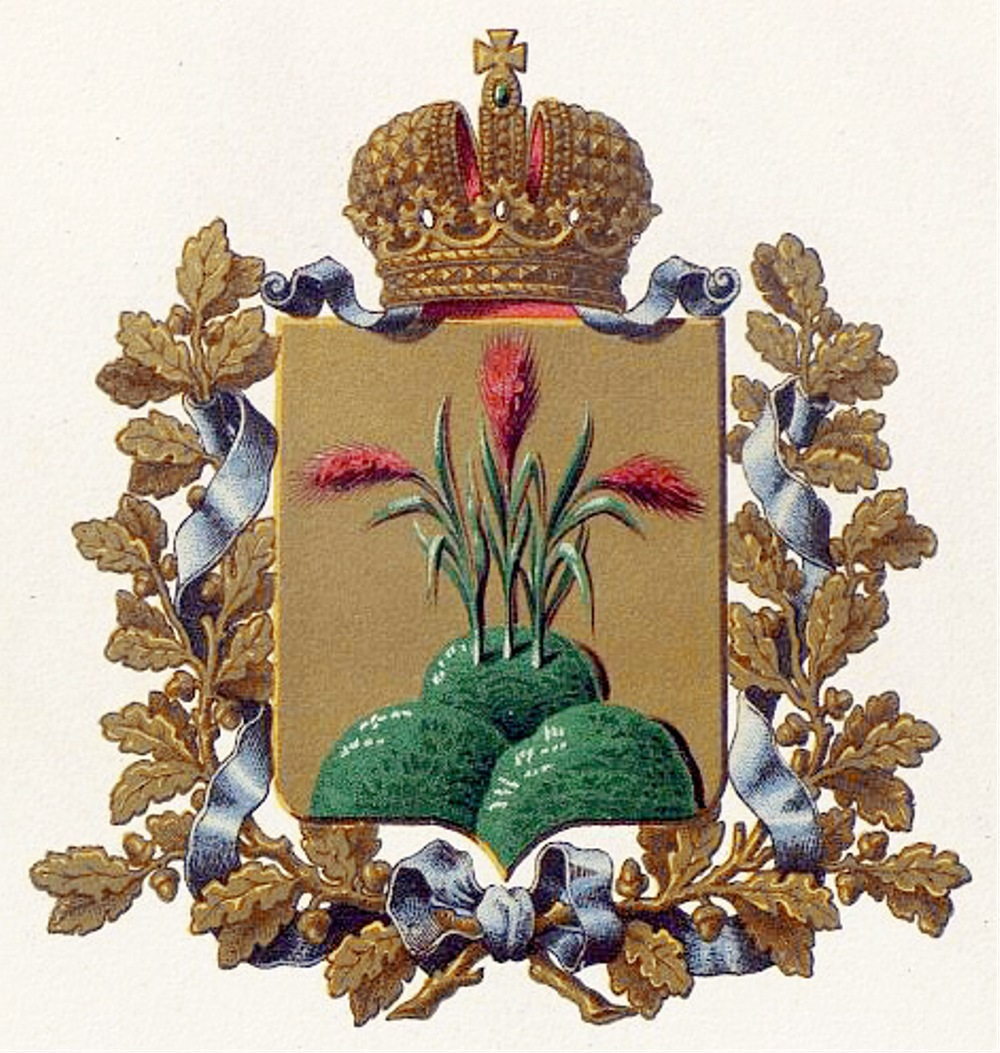
Официальный герб губернии (изд. МВД, 1880)
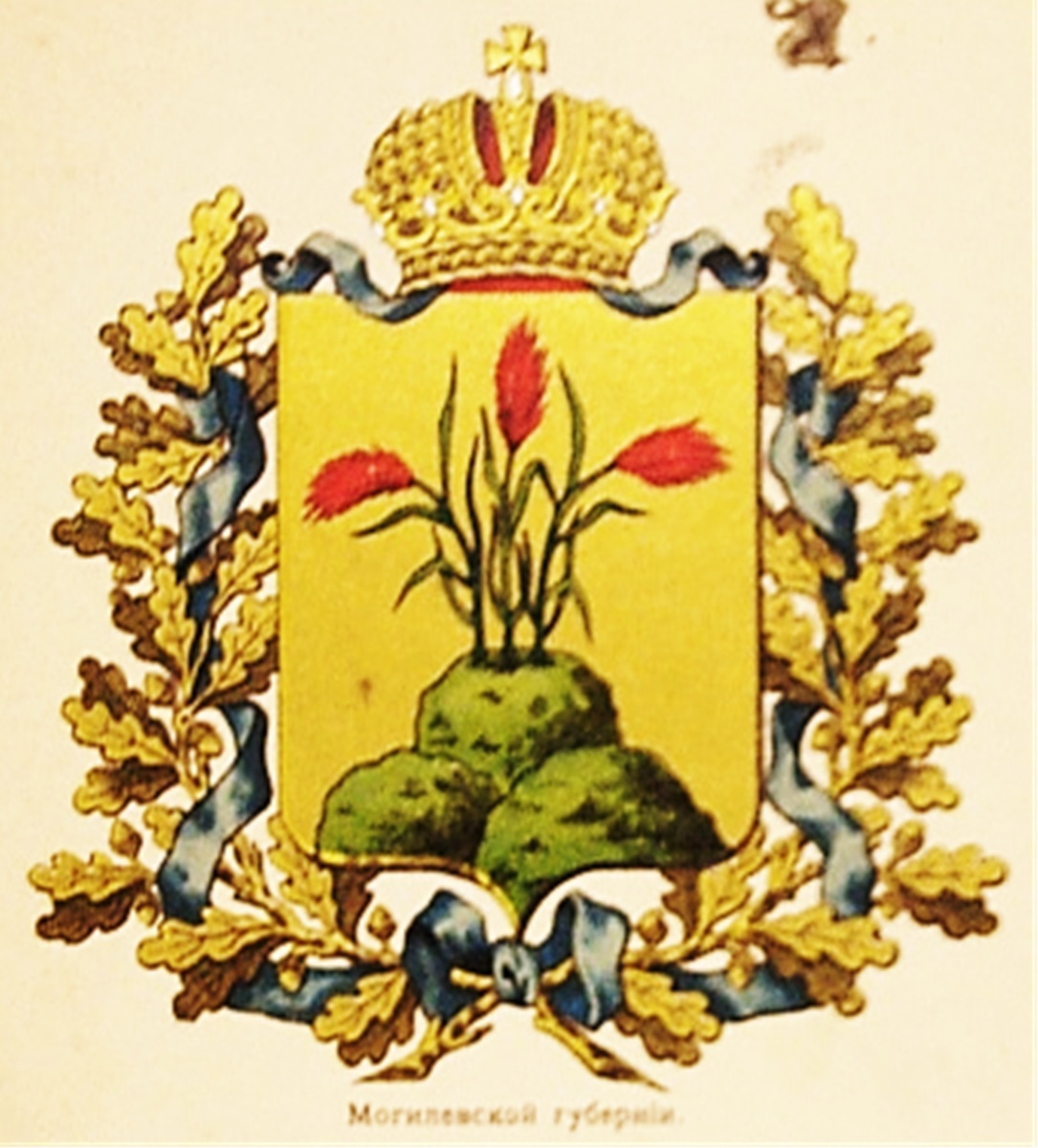
Неофициальный герб губернии (изд. Сукачова, 1878)
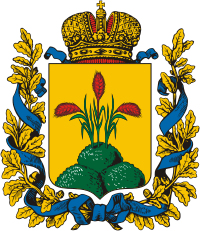
Современный рисунок герба губернии (2000-е годы)

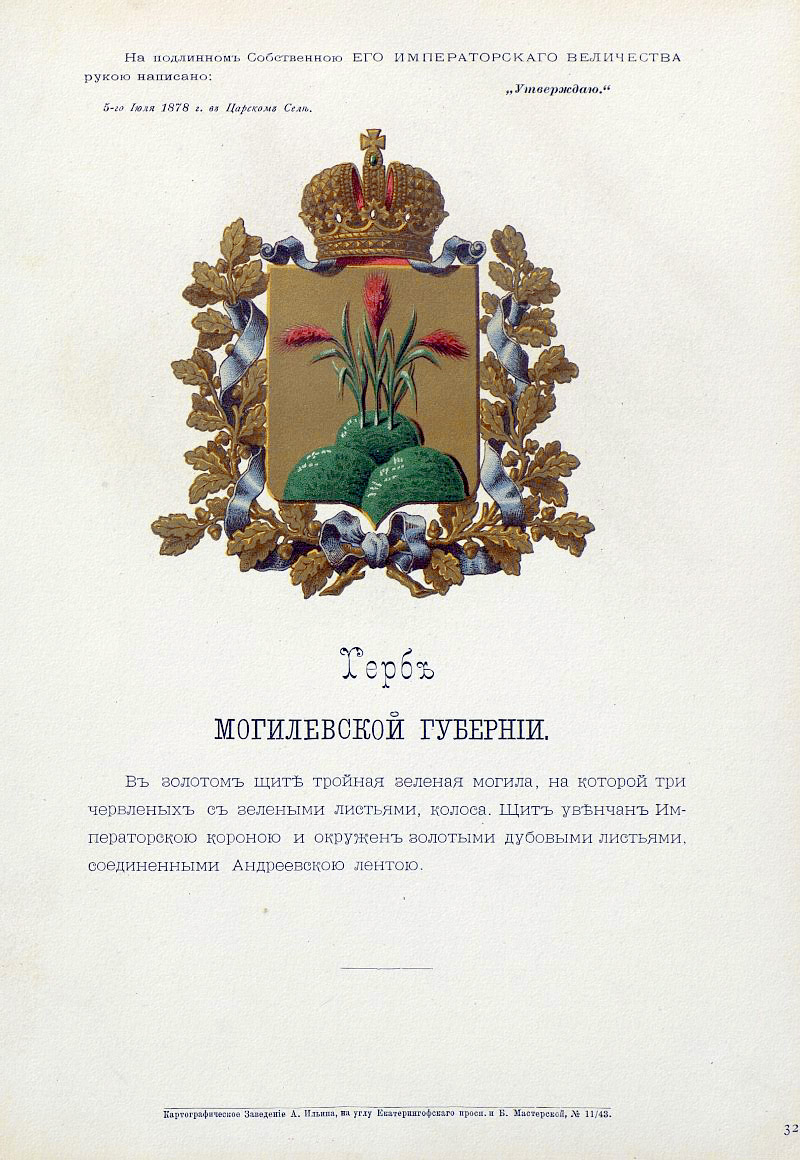
Гласный герб губернии c официальным описанием, утверждённый Александром II (1878)

## Земские учреждения
При введении земских учреждений в 1864 году губерния была оставлена неземской. В 1903 году было принято «Положение об управлении земским хозяйством в губерниях Витебской, Волынской, Киевской, Минской, Могилёвской, Подольской», по которому в губернии вводился модифицированный порядок земского управления, с назначением всех членов земских управ и земских гласных от правительства. Данный порядок был признан неудачным, после чего с 1910 разрабатывался законопроект о введении в этих губерниях выборных земских учреждений, но также с исключениями из общего порядка, направленными на отстранение от участия в земствах польских землевладельцев. Принятие данного закона в 1911 году сопровождалось острым политическим кризисом (см. Закон о земстве в западных губерниях). Выборное земство в этих шести губерниях действовало с 1912 года.

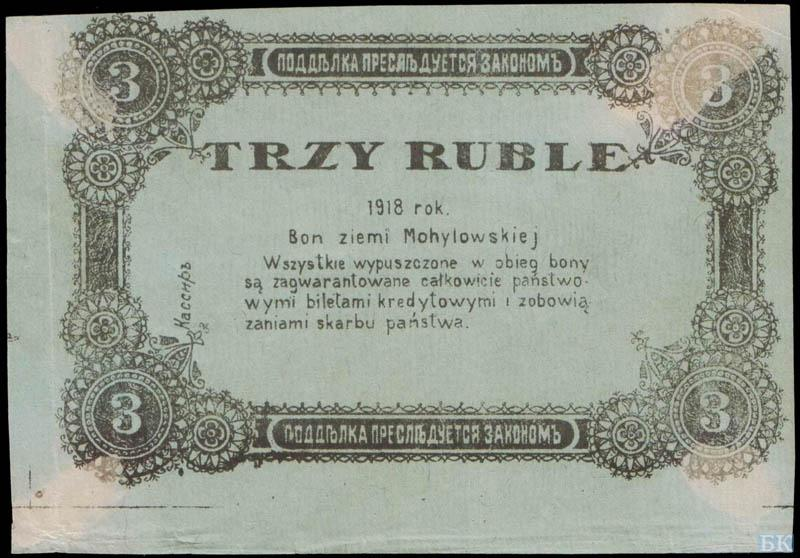
3 рубля Могилёвской губернии 1918 года с надписью по-польски

## Население
| 1897      |
| --------- |
| 1 686 764 |

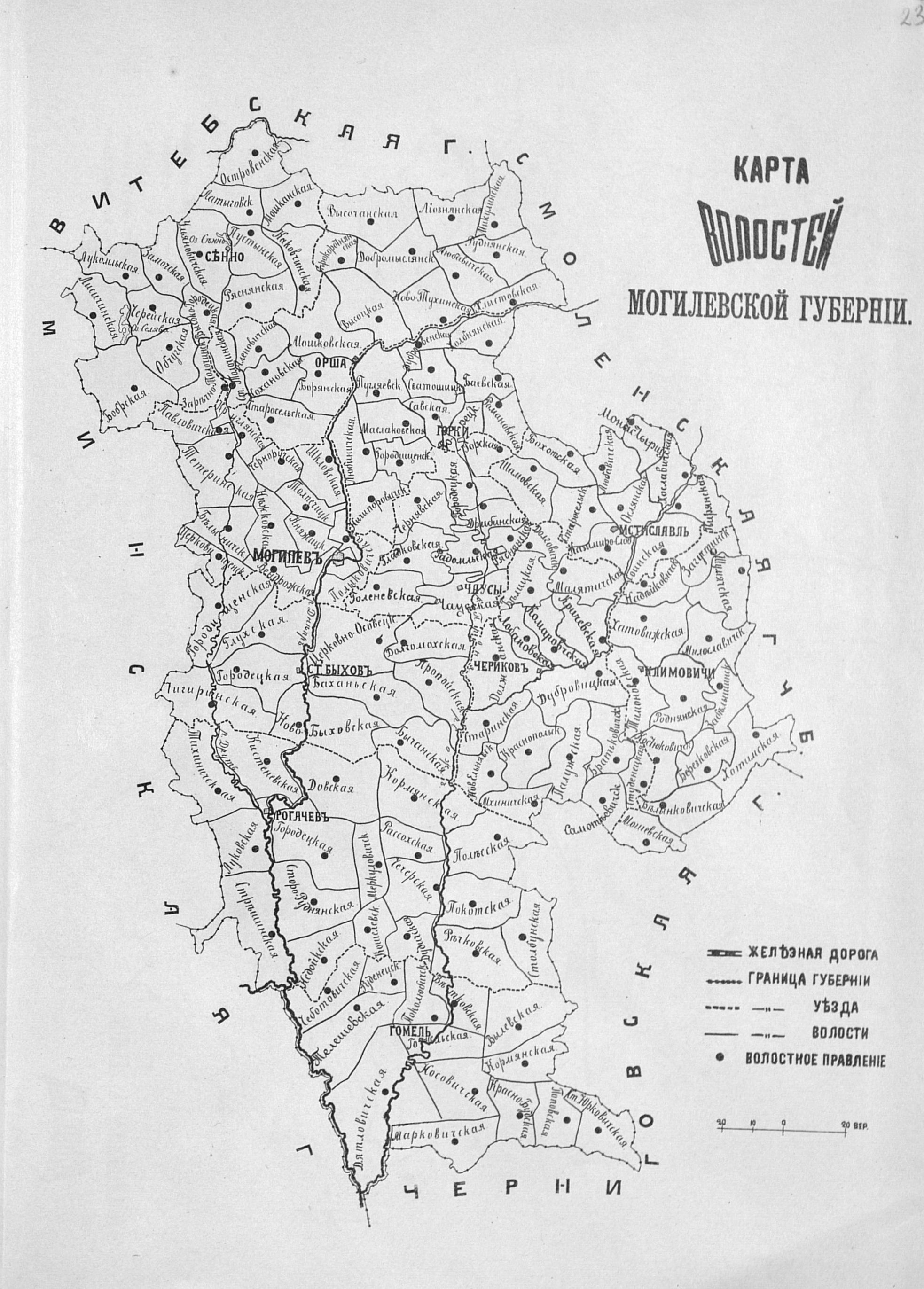
Волости Могилёвской губернии

Национальный состав Могилёвской губернии в 1897 году:
| Уезд             | белорусы | евреи  | русские | поляки | латыши |
| ---------------- | -------- | ------ | ------- | ------ | ------ |
| Губерния в целом | 82,4 %   | 12,1 % | 3,4 %   | 1,0 %  | …      |
| Быховский        | 88,2 %   | 9,1 %  | …       | …      | …      |
| Гомельский       | 74,1 %   | 14,4 % | 9,7 %   | 1,0 %  | …      |
| Горецкий         | 85,4 %   | 13,1 % | …       | …      | …      |
| Климовичский     | 82,6 %   | 10,8 % | 5,4 %   | …      | …      |
| Могилёвский      | 69,9 %   | 21,9 % | 5,6 %   | 1,5 %  | …      |
| Мстиславский     | 81,5 %   | 16,1 % | 1,4 %   | …      | …      |
| Оршанский        | 79,9 %   | 12,1 % | 2,6 %   | 1,8 %  | 2,0 %  |
| Рогачевский      | 86,9 %   | 9,7 %  | 2,0 %   | 1,1 %  | …      |
| Сенненский       | 85,6 %   | 7,8 %  | 3,4 %   | 2,4 %  | …      |
| Чаусский         | 89,6 %   | 8,3 %  | …       | …      | …      |
| Чериковский      | 89,6 %   | 8,6 %  | …       | …      | …      |

## Руководство губернии

### Генерал-губернаторы
| Ф. И. О.                   | Титул, чин, звание  | Время замещения должности |
| -------------------------- | ------------------- | ------------------------- |
| Чернышев Захар Григорьевич | генерал-фельдмаршал | 1778—1782                 |
| Пассек Пётр Богданович     | генерал-аншеф       | 1782—1796                 |

### Губернатор
| Ф. И. О.                    | Титул, чин, звание | Время замещения должности |
| --------------------------- | ------------------ | ------------------------- |
| Каховский Михаил Васильевич | генерал-майор      | 1773—1778                 |

### Правители наместничества
| Ф. И. О.                       | Титул, чин, звание                                   | Время замещения должности |
| ------------------------------ | ---------------------------------------------------- | ------------------------- |
| Каховский Михаил Васильевич    | генерал-майор                                        | 1778—1779                 |
| Пассек Пётр Богданович         | генерал-поручик                                      | 1779—1781                 |
| Энгельгардт Николай Богданович | статский советник (действительный статский советник) | 1781—1790                 |
| Вязмитинов Сергей Кузьмич      | генерал-майор                                        | 1791—1794                 |
| Черемисинов Герасим Иванович   | действительный статский советник                     | 1794—1796                 |
| В составе Белорусской губернии |                                                      | 12.1796—02.1802           |

### Губернаторы
| Ф. И. О.                            | Титул, чин, звание                                                                                  | Время замещения должности |
| ----------------------------------- | --------------------------------------------------------------------------------------------------- | ------------------------- |
| Бакунин Михаил Михайлович           | тайный советник                                                                                     | 1802—1809                 |
| Берг Пётр Иванович                  | действительный статский советник                                                                    | 1809—12.02.1812           |
| Толстой Дмитрий Александрович       | граф, действительный статский советник                                                              | 12.02.1812—1813           |
| Меллер-Закомельский Фёдор Иванович  | действительный статский советник                                                                    | 19.02.1820—24.07.1822     |
| Вельсовский Иван Данилович          | статский советник                                                                                   | 1822—1824                 |
| Максимов Иван Фёдорович             | статский советник                                                                                   | 1824—21.05.1828           |
| Муравьёв Михаил Николаевич          | статский советник                                                                                   | 15.09.1828—24.08.1831     |
| Бажанов Георгий Ильич               | статский советник (действительный статский советник)                                                | 24.08.1831—02.06.1837     |
| Марков Иван Васильевич              | действительный статский советник                                                                    | 02.06.1837—26.01.1839     |
| Энгельгардт Сергей Петрович         | действительный статский советник                                                                    | 26.01.1839—02.03.1844     |
| Гамалея Михаил Михайлович           | статский советник (действительный статский советник)                                                | 10.04.1845—11.09.1854     |
| Скалон Николай Александрович        | статский советник (действительный статский советник)                                                | 11.09.1854—02.11.1857     |
| Беклемишев Александр Петрович       | статский советник, и. д. (утверждён с произведением в действительные статские советники 31.12.1856) | 22.11.1857—17.05.1868     |
| Шелгунов Павел Никанорович          | генерал-майор                                                                                       | 19.05.1868—12.10.1870     |
| Дунин-Барковский Василий Дмитриевич | действительный статский советник                                                                    | 16.10.1870—30.03.1872     |
| Дембовецкий Александр Станиславович | в звании камергера, действительный статский советник (тайный советник)                              | 30.03.1872—30.08.1893     |
| Мартынов Дмитрий Николаевич         | действительный статский советник                                                                    | 30.08.1893—23.12.1893     |
| Зиновьев Николай Алексеевич         | тайный советник                                                                                     | 23.12.1893—08.02.1901     |
| Семякин Михаил Константинович       | генерал-майор                                                                                       | 18.02.1901—17.05.1902     |
| Клингенберг Николай Михайлович      | действительный статский советник                                                                    | 01.07.1902—08.12.1905     |
| Гагман Дмитрий Фёдорович            | коллежский советник                                                                                 | 08.12.1905—16.09.1908     |
| Нолькен Карл Станиславович          | барон, генерал-майор                                                                                | 16.09.1908—15.03.1910     |
| Пильц Александр Иванович            | действительный статский советник                                                                    | 15.03.1910—1915           |
| Явленский Дмитрий Георгиевич        | действительный статский советник                                                                    | 1915—1917                 |

### Губернские предводители дворянства
| Ф. И. О.                              | Титул, чин, звание                                                   | Время замещения должности |
| ------------------------------------- | -------------------------------------------------------------------- | ------------------------- |
| Гурко Казимир                         |                                                                      | 1779—1781                 |
| Голынский Иван Осипович               | надворный советник                                                   | 1781—1789                 |
| Голынский Михаил Осипович             | полковник польский                                                   | 1789—1795                 |
| Цехановский Иван Мартынович           |                                                                      | 1796—1802                 |
| Слежановский Антоний Александрович    |                                                                      | 1802—1805                 |
| Толстой Дмитрий Александрович         | граф, генерал-майор                                                  | 1805—1808                 |
| Голынский Викентий Иванович           | статский советник                                                    | 1808—1814                 |
| Голынский Михаил Иванович             | надворный советник                                                   | 1814—1823                 |
| Голынский Игнатий Иванович            | статский советник                                                    | 03.05.1823—24.01.1829     |
| Салтыков Лев Григорьевич              | граф, камергер, статский советник                                    | 24.01.1829—27.04.1832     |
| Голынский Михаил Иванович             | коллежский советник                                                  | 19.06.1832—06.01.1844     |
| Пересвет-Солтан Александр Никодимович | губернский секретарь (коллежский советник)                           | 26.01.1844—06.12.1852     |
| Любомирский Степан Евгеньевич         | князь, в звании камер-юнкера, надворный советник (статский советник) | 03.01.1853—15.12.1863     |
| Крушевский Адольф Викентьевич         | в звании камергера, действительный статский советник                 | 15.12.1863—07.02.1869     |
| Титов Лев Александрович               | коллежский советник (действительный статский советник)               | 04.04.1869—03.07.1890     |
| Фромандиер Александр Павлович         | действительный статский советник                                     | 21.10.1891—15.04.1902     |
| Хоментовский Фёдор Яковлевич          | коллежский советник                                                  | 13.05.1902—1914           |
| Бондырев Фёдор Васильевич             | тайный советник                                                      | 1914—1917                 |

### Вице-губернаторы
| Ф. И. О.                               | Титул, чин, звание                                   | Время замещения должности |
| -------------------------------------- | ---------------------------------------------------- | ------------------------- |
| Неронов Василий Васильевич             | генерал-майор                                        | 1773—1777                 |
| Воронин Николай Леонтьевич             | бригадир                                             | 1777—1779                 |
| Энгельгардт Николай Богданович         | статский советник                                    | 1779—1781                 |
| Черемисинов Герасим Иванович           | полковник (действительный статский советник)         | 1781—1794                 |
| Захаров Иван Семёнович                 | коллежский советник                                  | 1794—1796                 |
| В составе Белорусской губернии         |                                                      | 1796—1802                 |
| Ломачевский Иван Якимович              | статский советник                                    | 1802—1804                 |
| Исупов Аким Петрович                   | коллежский советник (статский советник)              | 1804—1823                 |
| Дзичканец Адам Яковлевич               | статский советник                                    | 1825—1828                 |
| Лашкарёв Григорий Сергеевич            | коллежский советник                                  | 24.02.1828—12.02.1832     |
| Врангель Людвиг Андреевич              | барон, статский советник                             | 19.02.1832—11.06.1837     |
| Мессинг Григорий Иванович              | коллежский советник                                  | 11.06.1837—1838           |
| Хорошкевич Иван Иванович               | коллежский советник                                  | 06.06.1838—20.01.1840     |
| Клевенский Иван Гаврилович             | коллежский советник                                  | 20.01.1840—30.01.1841     |
| Крылов Иван Лукич                      | надворный советник                                   | 30.01.1841—11.12.1841     |
| Протейкинский Пётр Павлович            | надворный советник                                   | 11.12.1841—01.02.1846     |
| Боборыкин Платон Алексеевич            | коллежский советник                                  | 01.02.1846—10.10.1854     |
| Буцковский Михаил Андреевич            | статский советник (действительный статский советник) | 10.10.1854—13.08.1863     |
| Биппен Николай Николаевич              | статский советник (действительный статский советник) | 06.09.1863—15.11.1868     |
| Остроумов Пётр Степанович              | действительный статский советник                     | 22.11.1868—23.10.1872     |
| Гортынский Константин Николаевич       | действительный статский советник                     | 26.10.1872—24.11.1888     |
| Мартынов Дмитрий Николаевич            | коллежский советник (статский советник)              | 24.11.1888—30.08.1893     |
| Вяземский Алексей Алексеевич           | князь, статский советник                             | 28.10.1893—04.07.1903     |
| Ладыженский Митрофан Васильевич        | действительный статский советник                     | 04.07.1903—11.11.1905     |
| Подседлевич Михаил Александрович       | статский советник                                    | 11.11.1905—30.06.1907     |
| Шидловский Сергей Алексеевич           | статский советник (действительный статский советник) | 30.06.1907—27.08.1912     |
| Лавриновский Николай Николаевич        | статский советник                                    | 27.08.1912—1914           |
| Друцкой-Соколинский Владимир Андреевич | князь, коллежский советник (статский советник)       | 1914—1917                 |